# خوان هويرتا مونتيرو
خوان هويرتا مونتيرو (بالإسبانية: Juan Huerta Montero)‏ هو سياسي مكسيكي، ولد في 21 فبراير 1964 في المكسيك، وتوفي في 3 سبتمبر 2010. حزبياً، نشط في حزب العمل الوطني. وقد انتخب عضو مجلس النواب المكسيك.